# Barbro Beck-Friis
Anna Barbro Beck-Friis, född Schuback 11 mars 1931, är en svensk läkare inom geriatrik, expert på läran om åldrandets sjukdomar och friherrinna. Hon blev medicine doktor år 1993 på avhandlingen Hospital-based home care of terminally ill cancer patients : the Motala model. 
Beck-Friis har haft stor betydelse för synen på vård av äldre, särskilt när det gäller demenssjukdomar och vård i livets slutskede (palliativ vård). Vad avser palliativ vård har hon varit företrädare för lasarettsansluten hemsjukvård enligt den av henne benämnda Motalamodellen, närmare beskriven bl.a. i hennes avhandling. Hon  har under flera år föreläst för veterinärstudenter vid Sveriges lantbruksuniversitet i ämnet etik och sorgereaktioner. 

## Biografi
Efter att ha tjänstgjort vid Ulleråkers sjukhus blev hon 1969 överläkare i långvårdsmedicin i Motala, där hon kom att leda utvecklingen av Motalamodellen. År 1985 startade hon ett projekt vid Baltzargården i Motala där patienter med svår demens vårdades. Projektet innebar bland annat att man använde sig av hundar för att skapa trygghet för de boende, något som sedan utvecklades till företeelsen terapihund. Under en kryssning på Nilen kom hon att samtala med drottning Silvia, något som ledde till att Beck-Friis fick i uppdrag att bygga upp Silviahemmet med forskning, utbildning och certifiering av undersköterskor, sjuksköterskor och läkare inom äldrevård. Drottningen hade, som gåva på sin 50-årsdag 1993, fått medel för forskningsändamål från Svenska Sällskapet för Medicinsk Forskning. Denna gåva blev grunden till stiftelsen Silviahemmet, ett projekt som också stöddes av Svenska Frimurare Orden. Hon har varit styrelseledamot i stiftelsen Silviahemmet och stod som medgrundare  och ansvarig för dess utbildning och forskningsåtaganden 1996–2002 . 
Mellan 1993 och 1996 var hon medicinsk rådgivare åt Östergötlands läns landsting. Beck-Friis har även varit medicinskt sakkunnig i flera utredningar, däribland Prioriteringsutredningen (SOU 1995:5), Värdig Vård i livets slutskede (SOU 1997:23) och Döden angår oss alla (SOU 2001:6). Beck-Friis har publicerat flera böcker om demens, hemsjukvård och palliativ vård.

## Barbro Beck-Friis stiftelse
År 1998 instiftades Barbro Beck-Friis stiftelse som syftar till att främja palliativ vård av gamla och sjuka genom att göra det möjligt för personal inom hälso- och sjukvården vid lasarettet i Motala att vidareutbilda sig i ämnet.

## Priser och utmärkelser
- 1998 - Solstickepriset[11]
- 2006 - Silviahemmets forsknings- och utbildningsstipendium om 50 000 kronor[12]
- 2007 - Veterinärmedicine hedersdoktor vid Sveriges lantbruksuniversitet[13]
- 2012 - Uppgående solens orden med guldstrålar och rosett[3]

## Familj
År 1957 ingick hon äktenskap med överläkare Jan Beck-Friis (1930 - 2016, son till Johan Beck-Friis och hans hustru Gunilla, född Bielke). Hon är mor till veterinär Johan Beck-Friis.